# Tigellius
Tigellius ou encore Tigellius Hermogenes (Ier siècle av. J.-C. - 40 av. J.-C.) était un poète lyrique au temps de Jules César. Les informations que nous avons de lui parviennent des Satires d'Horace et des lettres de Cicéron. D'après celles-ci, nous savons qu'il était sarde, chanteur et ami proche de Jules César.

## Histoire
Quelques scholies identifient Tigellius avec Tigellius Hermogenes mentionné dans divers passages des Satires. Cette identification est rejetée par André Dacier dans son édition des œuvres d'Horace, mais peu de critiques l'ont suivi jusqu'à ce que Karl Kirchner présente une argumention détaillée en faveur de l'interprétation de Dacier. Cependant, selon Berthold Ullman (en) , la version des scholies ne peut pas être exclue, et les arguments de Kirchner ne sont pas vérifiables. En fait, le Tigellius mentionné dans certains versets des Satires est le même que celui mentionné par Cicéron dans certaines de ses lettres. Cicéron, Horace et Caius Licinius Macer Calvus l'ont appelé indifféremment Tigellius ou Sardus Tigellius et jamais Hermogenes. Néanmoins, il semble probable que Hermogenes soit le nom sarde de Tigellius. Cette combinaison d'un nom romain et d'un nom de famille grec révèle également qu'il s'agit d'un affranchi.
« Ambubaiarum collegia, pharmacopolae, mendici, mimae, balatrones, hoc genus omne maestum ac sollicitum est cantoris morte Tigelli. Quippe benignus erat. »
— Horace,  Satires L.1, S.2)

« Les joueuses de flûte, les charlatans vendeurs de remèdes, les mendiants, les danseuses et les bouffons, tous ces gens sont désolés et attristés pour la mort de Tigellius. En effet, il était très généreux. »
— Satires L.1, S.2)